# 英国スキャンダル〜セックスと陰謀のソープ事件
『英国スキャンダル〜セックスと陰謀のソープ事件』（えいこくスキャンダル セックスといんぼうのソープじけん、A Very English Scandal）は、実話に基づいて制作された2018年のイギリスのテレビ・ミニシリーズ。全3回。原作はジョン・プレストンの 『A Very English Scandal』。初放送はBBC Oneで2018年5月20日、アマゾン・プライムでは2018年6月29日から配信された。1976年から1979年に起きたジェレミー・ソープ庶民院議員のスキャンダルを題材にしており、そこに至るまでの出来事が15年以上に渡って描かれている。
日本では2018年10月21日にWOWOWプライムにおいて日本語吹き替え版で全3回が連続放送された。

## キャスト
※カッコ内は日本語吹替。
- ジェレミー・ソープ: ヒュー・グラント（森田順平） - 自由党の庶民院議員。のちに党首に。
- ノーマン・スコット/ノーマン・ジョシフ（英語版）: ベン・ウィショー（小野友樹） - ジェレミーの元恋人。
- ピーター・ベッセル（英語版）: アレックス・ジェニングス（英語版）（内田直哉） - ジェレミーの親友の国会議員。
- マリオン・ソープ: モニカ・ドラン（英語版） - ジェレミーの2番目の妻。
- キャロライン・オールパス: アリス・オル＝ユーイング（英語版） - ジェレミーの最初の妻。1男をもうけるが交通事故で急死。
- デヴィッド・ナプリー（英語版）: ジョナサン・ハイド - ジェレミーの事務弁護士。
- グウェン・パリー＝ジョーンズ: イヴ・マイルズ - ノーマンの恋人となった寡婦。ノーマンをフーソンに引き合わせる。
- アラン卿“ブーフィ”（英語版）: デヴィッド・バンバー（英語版） - 保守党の政治家。男性同性愛の非犯罪化を推進。
- エムリン・フーソン（英語版）: ジェイソン・ワトキンス（英語版） - ジェレミーのライバル議員。
- ダイアナ・ステイントン: ナオミ・バトリック（英語版） - ジェレミーのスタッフ。ベッセルの指示でノーマンの荷物を受け取る。
- アンドリュー・ニュートン: ブレイク・ハリソン（英語版） - ノーマンの殺害を依頼された男。
- リン: ミシェル・フォックス - ノーマンの恋人。
- ジョージ・カーマン（英語版）: エイドリアン・スカーボロー（英語版） - ジェレミーの法廷弁護士。
- アーシュラ・ソープ: パトリシア・ホッジ（英語版） - ジェレミーの母。
- エドナ・フレンドシップ: ミッシェル・ドートリス（英語版） - ノーマンを雇った高齢女性。ノーマンを支援。
- レジナルド・モードリング（英語版）: マイケル・カルキン - 内務大臣。保守党。
- フィオナ・ゴア（英語版）: スーザン・ウールドリッジ（英語版） - アラン卿夫人。
- レオ・アブセ（英語版）: アンソニー・オドネル（英語版） - ウェールズ労働党（英語版）の国会議員。男性同性愛の非犯罪化を推進。
- デヴィッド・ホームズ: ポール・ヒルトン（英語版） - 自由党会計係補佐。同性愛者。ジェレミーに忠誠を尽くしている。
- ジョン・ル・メスリエール: リス・パリー・ジョーンズ（英語版） - 絨毯販売員。ホームズからの殺人依頼を仲介。
- ジョージ・ディーキン: ディファン・ドワイフォー（英語版） - スロットマシン販売員。メスリエールからの依頼でニュートンを紹介。
- スーザン・マイヤーズ: ルーシー・ブリッグス＝オーウェン - ノーマンの妻。1男をもうけるがすぐに破局。姉の夫は俳優のテリー＝トーマス（英語版）[6]。

## 製作

### 制作
脚本ラッセル・T・デイヴィス、監督スティーヴン・フリアーズ、ソープ役ヒュー・グラント、スコット役ベン・ウィショーで制作された。このBBCのテレビドラマの制作は2017年5月4日に発表された。
1回56分、全3回のミニシリーズである。

### リリース
初放送はBBC Oneで2018年5月20日、アマゾン・プライムでは2018年6月29日から配信された。
DVDは2018年7月2日に発売された。

## 評価
高い評価を得ている。レビューサイトのRotten Tomatoesでは41のレビューで95%が高評価を与えており、平均点は10点満点で9.05点である。サイト内での批評家の総意としては「ヒュー・グラントとベン・ウィショーは本作で英国の政治や社会の夢中にさせる（absorbing）とともにゾッとさせる（appalling）面を印象付けている」と評価している。Metacriticでは17人の批評家による評価として加重平均で100点満点中84点を与え、「universal acclaim（世界的な絶賛）」としている。
ベン・ウィショーはこのドラマでの演技により、第76回ゴールデングローブ賞及び第71回プライムタイム・エミー賞のドラマ部門助演男優賞を受賞した。